# NSTAR

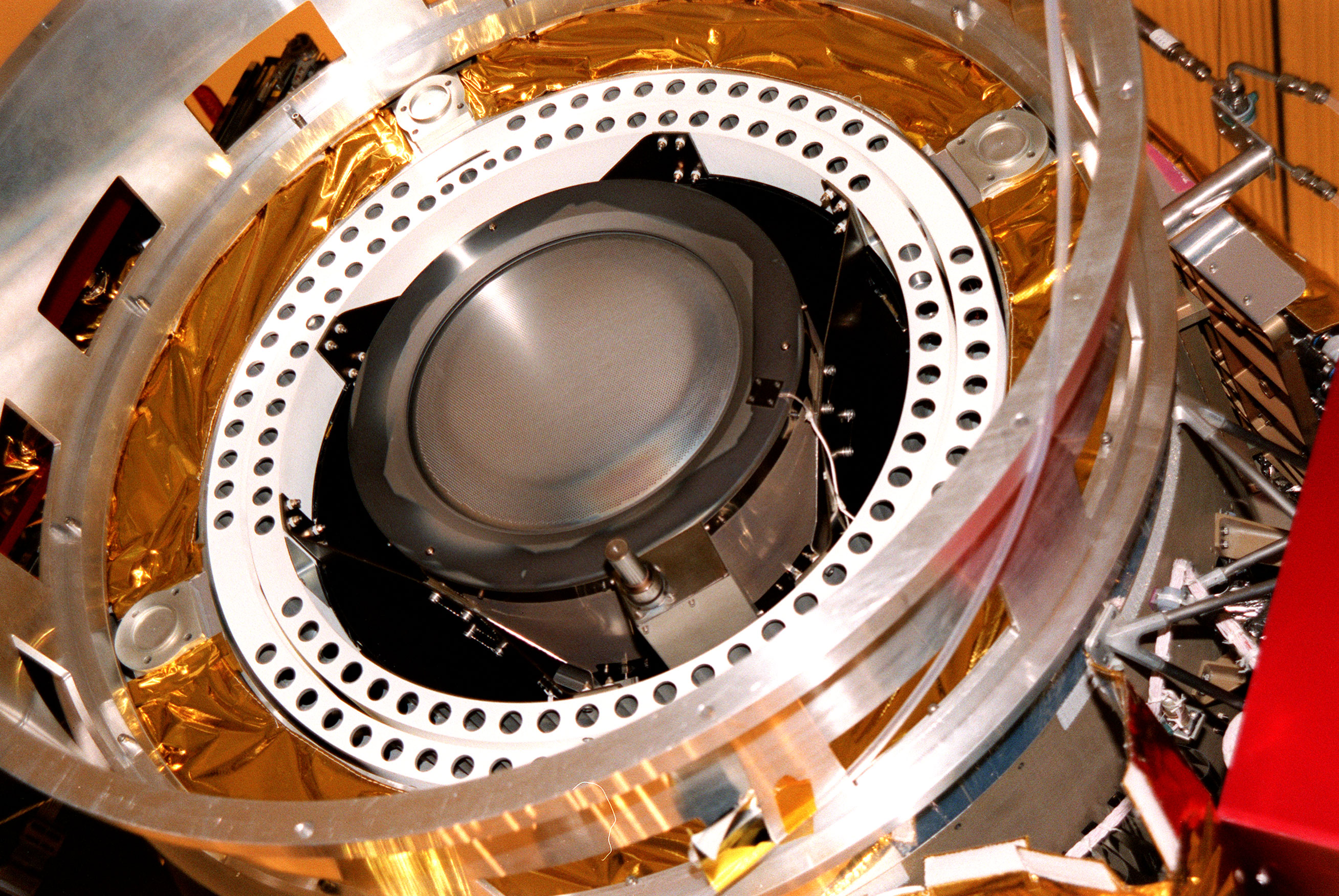
Deep Space 1に搭載されたNSTAR。

NSTAR(NASA Solar electric propulsion Technology Application Readiness)はNASAジェット推進研究所が開発し、ボーイングが製造する宇宙機の主推進器用イオンエンジンである。

## 概要
1993年にNASAジェット推進研究所が開発を開始、1995年に旧Hughes Electron Dynamics社(現Boeing Electron Dynamic Devices社)が受注,製造し、Deep Space 1の主推進器として用いられた。世界で初めて宇宙機の主推進器として用いられたイオンエンジンである。形態としてはカスプ型イオンエンジンに類する。

## 仕様
- タイプ：カスプ型イオンエンジン
- 推進剤：キセノン
- 推力：20mN〜92mN
- 比推力：3,100s
- イオンビーム口径：300mm
- 重量：8kg

## 採用宇宙機
- Deep Space 1 - 主推進器として1機搭載。
- Dawn - DS1の成果を受け、主推進器として3機搭載。同時使用は1機までで、2機は冗長系。

## 関連事項
- 電気推進
  - イオンエンジン